# Матьє Шальме
Матьє Шальме (фр. Matthieu Chalmé, нар. 7 жовтня 1980, Брюж) — французький футболіст, правий захисник клубу «Бордо».

## Ігрова кар'єра
У дорослому футболі дебютував 2002 року виступами за команду клубу «Лілль», в якій провів п'ять сезонів, взявши участь у 128 матчах чемпіонату. Більшість часу, проведеного у складі «Лілля», був основним гравцем команди.
До складу клубу «Бордо» приєднався 2007 року. Відіграв за команду з Бордо 5,5 сезонів. Спочатку був основним гравцем на позиції правого захисника, втім з часом почав програвати конкуренцію за місце в «основі», а з приходом до команди у 2012 році бразильця Маріано остаточно втратив ігрову практику у головній команді клубу.
В січні 2013 року досвідчений захисник був відданий в оренду в скромніший за турнірними здобутками «Аяччо». Однак вже в серпні 2013 року повернувся до «Бордо».

## Титули і досягнення
- Чемпіон Франції (1):

«Бордо»: 2008-09
- Володар Кубка французької ліги (1):

«Бордо»: 2008-09
- Володар Суперкубка Франції (2):

«Бордо»: 2008, 2009